# Angelo Coletto
Angelo Coletto, né le 13 janvier 1935 à Negrisia (Vénétie) et mort le 17 mars 2006 à Trévise (Vénétie), est un coureur cycliste italien, professionnel de 1954 à 1961.

## Biographie
En 1954, il remporte le Tour de Lombardie amateurs et devient professionnel en septembre de la même année, au sein de l'équipe Nivea d'Adriano Baffi et de Fiorenzo Magni. L'année suivante, il obtient ses premiers résultats significatifs, sur les courses d'un jour italienne : cinquième du Tour de Campanie et de la Coppa Bernocchi, sixième des Trois vallées varésines, huitième du championnat d'Italie et dixième du Tour des Apennins.
En 1956, il rejoint l'équipe Atala et gagne le Trofeo Fenaroli devant son ancien coéquipier Baffi. Il s'agit de son seul succès parmi les professionnels. En 1960, il décroche ses derniers résultats significatifs : troisième de Milan-Vignola et quatrième de Milan-Turin, puis il arrête sa carrière à l'issue de la saison 1961.

## Palmarès
- 1954
  - Coppa Mostra del Tessile
  - Tour de Lombardie amateurs
- 1956
  - Trofeo Fenaroli
- 1960
  - 3e de Milan-Vignola

## Résultats sur les grands tours

### Tour d'Italie
3 participations
- 1955 : 85e
- 1956 : 43e
- 1959 : abandon